# Tipula (Yamatotipula) colteri
Tipula (Yamatotipula) colteri is een tweevleugelige uit de familie langpootmuggen (Tipulidae). De soort komt voor in het Nearctisch gebied.